# Ancinnes

Ancinnes este o comună în departamentul Sarthe, Franța. În 2009 avea o populație de 890 de locuitori.